# Pardines (Algemesí)
Pardines era un antiguo poblado o alquería de origen musulmán ubicado en el actual término municipal de Algemesí, Comunidad Valenciana. De este asentamiento solo queda un fragmento de un muro en las inmediaciones de la CV-516, conocida como la carretera de Albalat.

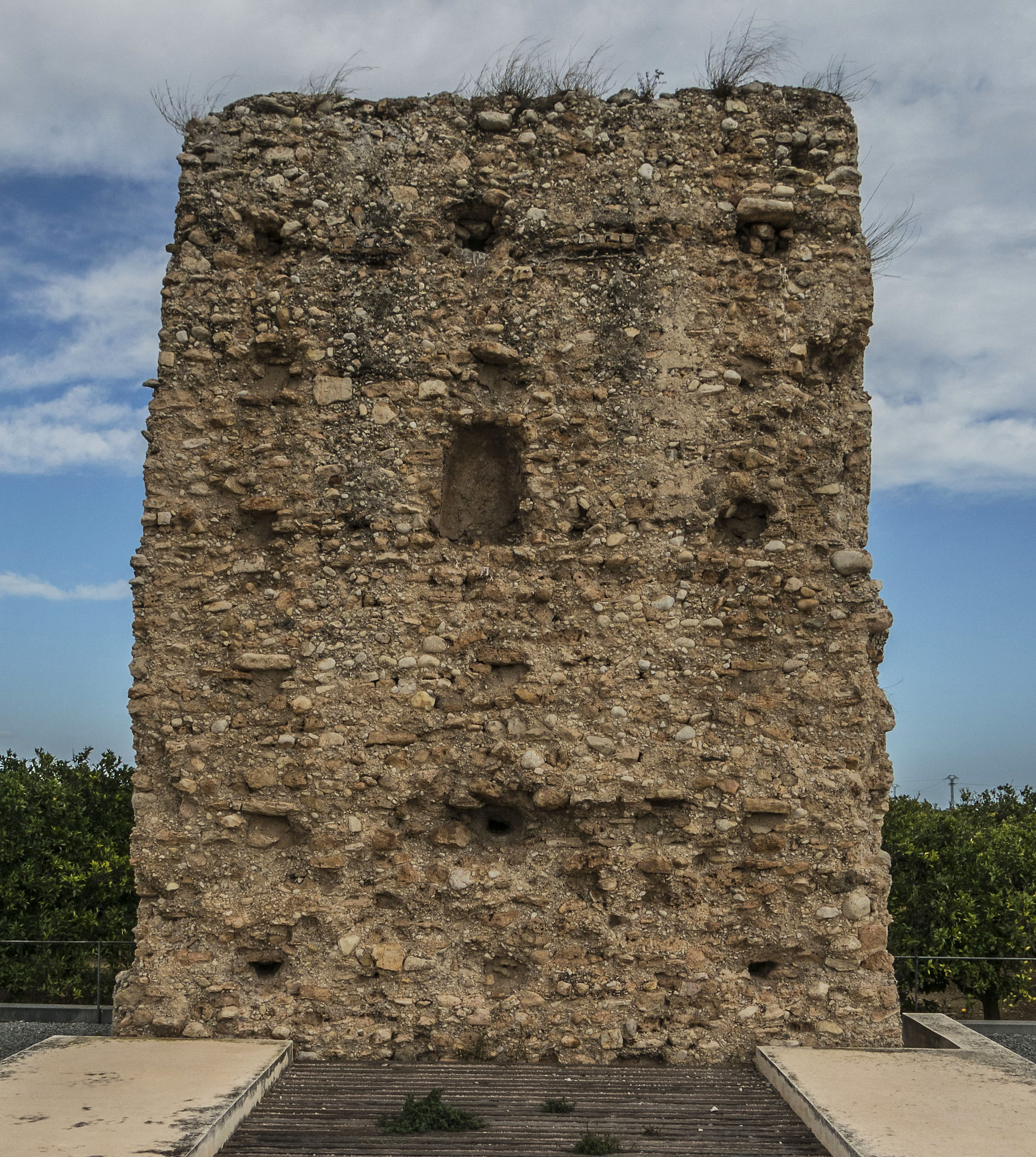
Paret de Pardines, únicos restos que quedan del poblado de este poblado.

No debe confundirse con el actual municipio de Pardinas ubicado en Gerona, con el que no guarda relación alguna.

## Historia
Las primeras referencias sobre Pardines nos llegan de los tiempos de Jaime I, en el Llibre del Repartiment. La alquería perteneció al marqués de Bélgida y luego formó parte del señorío del conde de Cocentaina, junto con Cotes. Según el historiador Escolano, llegó a tener unas 70 casas de familias cristianas y estaba amurallado. No obstante, era propenso a sufrir inundaciones y epidemias como el resto, por lo que acabó por abandonarse completamente hacia el siglo XVIII. Sus territorios fueron incorporados a Algemesí en el siglo XIX. El único vestigio que permanece en pie de este despoblado es un muro de unos 7 metros de alto que, supuestamente, perteneció a la iglesia del lugar. Este muro se encuentra en la CV-516, la carretera que va de Albalat de la Ribera a Algemesí. De hecho, el retablo renacentista de esta iglesia se conserva actualmente en la basílica menor de San Jaime de Algemesí.Por otra parte, no es la única alquería abandonada que hubo en el término, también existieron otras como Cotes, Segrenya, Fátima, Xétxena, Fentina, etc., topónimos que actualmente se conservan como nombres de partidas y terrenos del campo en Algemesí.
Como testimonio de la importancia que esta alquería llegó a tener, hasta el siglo XIX la vecina localidad de Albalat de la Ribera se llamaba oficialmente Albalat de Pardines. Cuando quedó deshabitada, gran parte de la población se trasladó precisamente a Albalat.
Entre los años 2000 y 2001 se realizaron unas excavaciones en las inmediaciones del muro que revelaron restos no solo islámicos, sino también romanos, los únicos de Algemesí.